# Passaparola (programma televisivo)
Passaparola è stato un programma televisivo italiano di genere game show, andato in onda su Canale 5 nella fascia preserale dal lunedì al sabato, dall'11 gennaio 1999 al 27 gennaio 2008 e condotto da Gerry Scotti (a parte un periodo, dal 1º marzo al 26 giugno 1999, in cui il ruolo di presentatore fu affidato a Claudio Lippi, a causa dell'impegno di Gerry Scotti a Striscia la notizia).

## La formula e la storia
Passaparola debutta lunedì 11 gennaio 1999 alle 18:35 su Canale 5, con la prima edizione, in onda fino al 31 luglio.
Il programma, ispirato al format inglese The Alphabet Game, verte sulla conoscenza delle parole della lingua italiana e sulla cultura generale. Tutte le edizioni sono andate in onda dallo studio 10 del Centro di produzione Mediaset di Cologno Monzese, fatta eccezione per l'edizione 2007-2008 realizzata nello studio 14.
Il confronto tra i due concorrenti avviene a squadre, ognuna composta da tre persone di cui due personaggi famosi (alla prima puntata partecipano Lorella Cuccarini e Pippo Franco per la squadra rossa e Sandra Mondaini e Amadeus per quella blu).
I concorrenti sono infatti accompagnati nel loro percorso da alcuni personaggi dello spettacolo, dello sport o altro, fino all'ultimo gioco. Nella prima fase del quiz i concorrenti devono disputare e superare varie prove (moltissimi i giochi alternatisi, l'unico rimasto invariato fino alla penultima serie è stato quello delle "parole impossibili") allo scopo di accumulare tempo (espresso in secondi) utile per affrontare la prova finale, la cosiddetta "ruota delle lettere", dove per ogni concorrente sono disposte lungo un percorso circolare 21 domande a cui si risponde con un singolo termine, aventi come iniziale della risposta le lettere dell'intero alfabeto. Si tratta quindi di un percorso contro il tempo dalla A alla Z nel tentativo di completare il numero più alto di risposte per diventare campione e tornare nella puntata successiva per poi, magari, completare l'intera ruota e vincere l'ambitissimo montepremi, cosa successa molto raramente proprio a causa della difficoltà insita in questo gioco-chiave per l'intera trasmissione.
Il primo concorrente nella storia del programma a concludere la ruota finale fu Stefano Ciorba, nella prima edizione del febbraio 1999.
Da lunedì 6 settembre 2004 Passaparola diventa un torneo di 16 giocatori che si affrontavano a coppie: una prima serie di partite riduce il numero dei concorrenti ad otto, quindi le coppie si affrontano in partite di andata e ritorno fino alla finale che incorona il campione, che partecipa poi anche al torneo successivo. La concorrente Paola Dassori di Voghera vince i due primi tornei, raggiunge le semifinali nel terzo e i quarti di finale nel torneo conclusivo del 25 dicembre, detto "Torneo di Natale", al quale vengono invitati i campioni del passato.
Da lunedì 12 settembre 2005 Passaparola cambia formula. Nella prima fase del programma si determina lo sfidante tra 90 persone di cui 5 "teste di serie" con un meccanismo ad imbuto che prevede domande con due opzioni di risposta, tre opzioni e quella finale in cui su sei opzioni due sono corrette e chi sbaglia viene eliminato, poi, i sei finalisti che possono essere uno dei 5 "uomini d'oro" o una persona del pubblico devono rispondere a una determinata domanda la cui risposta inizia con una lettera in cui se danno la risposta corretta proseguivano e se sbagliano o rispondono fuori tempo (3 secondi per rispondere) vengono eliminati (la "mano lesta", in cui vi erano anche ospiti famosi). Il concorrente che rimane superstite tra i sei finalisti va a sfidare il campione in carica. Nella fase finale, lo sfidante e il campione in carica si affrontano nella consueta prova della ruota, che però prevede una "prova d'appello" di 30 secondi, cioè la possibilità di ritornare su alcune parole che risultano mancanti dopo un giro normale o correggere le domande a cui si è data una risposta sbagliata. Chi indovina più parole diveniva campione; qualora se ne indovinino un certo numero o tutte si vincono dei premi e si diventa campioni in carica. In caso di pareggio tra sfidante e campione, anche dopo la "prova d'appello" vince sempre il campione. La nuova formula si è spesso rivelata difficile da completare ed una sola persona di una certa fama è arrivata a sfidare il campione in carica di quella puntata (Fabio Betto), la giornalista Lucia Blini di Italia 1.
Il game show si conclude sabato 7 gennaio 2006 con la finale tra Ferdinando Sallustio e Roberto Mariani: arriva per loro il momento dello "Spareggio", dal momento che hanno indovinato tutti 19 risposte nello stesso tempo (avanzarono a entrambi 3 secondi). Poiché alla fine della prima busta dello spareggio la situazione è ancora di parità, Gerry Scotti prende una decisione: dato che al vincitore sarebbero dovuti andare 50.000 euro e al perdente 10.000, il premio viene equamente diviso tra i due campioni (30.000 a testa).
Passaparola torna in TV il 16 dicembre 2007 nella fascia oraria dell'access prime time (dalle 20:40 alle 21:30) e vede anche il ritorno del campione Ferdinando Sallustio dopo quasi due anni.
Il 13 gennaio 2008 Sallustio viene sconfitto da Fabio Paesani, avvocato di Rimini, e termina così il suo primato di presenze nel programma (ben 115). Questa edizione si concluse il 27 gennaio con l'ultima puntata del programma.
Ci furono pure due edizioni estive: nel 2002 con "Il meglio di Passaparola" e nel 2003 con "Passaparola Estate".
Nel corso delle otto edizioni preserali della trasmissione hanno giocato anche molti personaggi del mondo dello spettacolo, come: Giobbe Covatta, Cristina D'Avena, Giorgio Ginex, Rosanna Vaudetti, Matilde Brandi, Franco Oppini, Gigi Marzullo, Daniela Goggi, Bruno Lauzi, Luisa Corna, Sandra Milo, Evaristo Beccalossi, Peppe Quintale, Lunetta Savino, Franco Fasano, Ambra Angiolini, Marco Balestri, Cristina Parodi, Tiberio Timperi, Enzo Iacchetti, Guido Nicheli, Leo Gullotta, Natasha Stefanenko, Elisabetta Canalis, Alvin, Paolo Bonolis, Luca Laurenti, Claudio Lippi, Simona Izzo, Stefano Masciarelli, Daniele Piombi, Fiordaliso, Antonio Zequila, Beppe Braida, Flavia Vento, Pierluigi Collina, Roberta Capua, Marco Liorni, Jerry Calà, Federica Moro, Stefania Orlando, Laura Freddi, Paolo Calissano, Alba Parietti, Davide Mengacci, Luciano Rispoli, Alessandro Cecchi Paone, Michele Mirabella, Daniele Bossari, Elenoire Casalegno, Adriana Volpe, Maurizio Mosca, Paola Barale, Lucia Blini, Enrica Bonaccorti, Ramona Badescu, Ric e Gian, Barbara D'Urso, Natalia Estrada, Gene Gnocchi, Simona Ventura, Idris, Rita Forte, Mario Giuliacci, Valentina Vezzali, Cesare Bocci, Marta Flavi, Max Tortora, Barbara Chiappini, Francesca Barberini, Gabriella Golia, Emanuela Folliero, Wilma De Angelis, Toto Cutugno, Mara Carfagna, Maddalena Corvaglia, Gigi Rizzi, Fedro Francioni, Walter Nudo, Fabio Mazzari, Edoardo Velo, Vittoria Puccini, Walter Zenga, Paola Quattrini, Mascia Ferri, Beppe Convertini, Alessandra Canale, Ilary Blasi, Antonio Cabrini e Iva Zanicchi. 

## Edizioni
| Edizione | Periodo           | Periodo          | Conduzione   | Conduzione    | Puntate   | Puntate           | Regia            | Studio                                                         |
| Edizione | Inizio            | Fine             | Conduzione   | Conduzione    | Preserale | Access prime time | Regia            | Studio                                                         |
| -------- | ----------------- | ---------------- | ------------ | ------------- | --------- | ----------------- | ---------------- | -------------------------------------------------------------- |
| 1ª       | 11 gennaio 1999   | 31 luglio 1999   | Gerry Scotti | Claudio Lippi | 174       | –                 | Stefano Vicario  | Studio 10 del Centro di produzione Mediaset di Cologno Monzese |
| 2ª       | 13 settembre 1999 | 29 luglio 2000   | Gerry Scotti | Gerry Scotti  | 258       | –                 | Stefano Vicario  | Studio 10 del Centro di produzione Mediaset di Cologno Monzese |
| 3ª       | 11 settembre 2000 | 4 agosto 2001    | Gerry Scotti | Gerry Scotti  | 240       | –                 | Stefano Mignucci | Studio 10 del Centro di produzione Mediaset di Cologno Monzese |
| 4ª       | 10 settembre 2001 | 15 giugno 2002   | Gerry Scotti | Gerry Scotti  | 198       | –                 | Stefano Mignucci | Studio 10 del Centro di produzione Mediaset di Cologno Monzese |
| 5ª       | 9 settembre 2002  | 28 giugno 2003   | Gerry Scotti | Gerry Scotti  | 198       | –                 | Stefano Mignucci | Studio 10 del Centro di produzione Mediaset di Cologno Monzese |
| 6ª       | 29 settembre 2003 | 5 giugno 2004    | Gerry Scotti | Gerry Scotti  | 216       | –                 | Stefano Mignucci | Studio 10 del Centro di produzione Mediaset di Cologno Monzese |
| 7ª       | 6 settembre 2004  | 25 dicembre 2004 | Gerry Scotti | Gerry Scotti  | 96        | –                 | Stefano Mignucci | Studio 10 del Centro di produzione Mediaset di Cologno Monzese |
| 8ª       | 12 settembre 2005 | 7 gennaio 2006   | Gerry Scotti | Gerry Scotti  | 102       | –                 | Stefano Mignucci | Studio 10 del Centro di produzione Mediaset di Cologno Monzese |
| 9ª       | 16 dicembre 2007  | 27 gennaio 2008  | Gerry Scotti | Gerry Scotti  | –         | 7                 | Stefano Mignucci | Studio 14 del Centro di produzione Mediaset di Cologno Monzese |

## La sigla
La prima sigla, usata dall'11 gennaio 1999 al 25 dicembre 2004, aveva come titolo Ullallà (con testo di Alvise Borghi, Riccardo Di Stefano e Flavio Andreini e musica di Danilo Aielli e Maurizio Perfetto) ed era interpretata da Maria Dal Rovere con le letterine e coreografata da Brian Bullard.
La seconda sigla, usata dal 12 settembre 2005 al 7 gennaio 2006, aveva come titolo Stasera tocca a te (gli autori erano ancora Alvise Borghi, Riccardo Di Stefano, Flavio Andreini, Danilo Aielli e Maurizio Perfetto), era interpretata dalla cantante con le letterine e coreografata da Sonia Zacchetti.

## Le prove

### Paroliere musicale
In questo gioco il concorrente doveva completare il titolo di una canzone datagli dai suoi compagni, vinceva chi ne indovinava di più. (es. io me ne... di Claudio Baglioni, il concorrente deve dire ANDREI)

### Parole in gabbia
In questo gioco tutte le definizioni da indovinare avevano un elemento uguale come il prefisso o il suffisso (es. le risposte finiscono tutte con...OLA, "Ci vanno i bambini dal lunedì al venerdì" e la risposta è "SCUOLA").

### Promossi o bocciati
In questo gioco, i concorrenti di una squadra dovevano riuscire a rispondere correttamente a 12 domande con due opzioni di risposta e potevano commettere solamente un errore, perché al secondo venivano bocciati (appariva una scritta BOCCIATO nera sull'immagine del viso del concorrente) e non potevano più partecipare al round. Più giocatori rimanevano promossi più punti prendeva la squadra.

### Le "Parole Impossibili"
In questo round ai giocatori venivano mostrate 8 parole piuttosto complesse e assai poco usate nella lingua italiana, ma comunque esistenti e presenti nel vocabolario; il loro compito era quello di abbinare il significato (dato dal presentatore man mano che si indovinava) alla parola esatta (es. "CALABRACHE" doveva essere associato alla definizione "Gioco di carte") in 60 secondi. Se s'indovinava si andava avanti, se si sbagliava si ricominciava da capo.
La squadra che riusciva ad indovinare tutte le otto parole portava in cassa moltissimi punti.

### La ruota finale
In questo gioco finale, i concorrenti dopo aver indossato delle cuffie, dovevano indovinare 21 definizioni dalla A alla Z con la possibilità di passare nel caso essi non sapessero la risposta, nel tempo che hanno conquistato nel corso della puntata. Se il giocatore, al termine del tempo, avrà indovinato tutte e 21 le risposte avrebbe vinto il jackpot della puntata, altrimenti, vinceva un premio di consolazione se aveva superato dei livelli intermedi. Inoltre, colui che avrà indovinato il maggior numero di risposte veniva decretato campione e tornava di diritto nella puntata successiva. In caso di parità, venivano contati i secondi avanzati oppure se tutti e due i giocatori avevano finito il tempo, venivano fatte delle domande di spareggio dove al primo errore, veniva decretato campione l'avversario.

## Cast
La trasmissione è stata condotta da Gerry Scotti sin dalla prima edizione del 1999, nella quale, però, il conduttore si alternò con Claudio Lippi. Dalla prima e fino all'edizione 2000-2001 Scotti è stato affiancato dall'ex velina ed ex ragazza di Non è la Rai Alessia Mancini.

### Letterine,letterinieletterone

Daniela Bello, letterina dal 1999 al 2002.

Le letterine sono state una delle chiavi del grande successo di Passaparola. Si trattava di ragazze che avevano il compito di allietare le varie parti del programma, dalla presentazione dei giochi agli stacchetti ballati. Alcune ragazze che hanno svolto questo ruolo nel programma hanno iniziato con esso le loro carriere nel mondo dello spettacolo, tra queste si citano Caterina Murino, Elisa Triani, Giulia Montanarini, Alessia Fabiani, Benedetta Massola, Daniela Bello, Vincenza Cacace, Silvia Toffanin, Alessia Ventura, Ilary Blasi, Ludmilla Radčenko, Francesca Lodo, Morena Salvino, Michela Coppa e Sara Zanier.
Maria Dal Rovere, cantante e successivamente direttrice del Coro Arcobaleno di Caorle, ha cantato la sigla iniziale e finale, pur non facendo parte delle letterine.
Nelle prime due edizioni erano presenti anche due letterini, Marco Floris e Stefano Pelagatti, che avevano il ruolo di segnapunti, mentre nella terza edizione tale compito è stato svolto da altre due ragazze, Florina Miu e Iuliana Ierugan, chiamate letterone per via dell'altezza e delle forme più prorompenti rispetto alle altre ragazze.

### Pupazzi
Ospite fisso della trasmissione era il pupazzo Ullallà, che prendeva il nome dal titolo della sigla della trasmissione, animato dal Gruppo 80 con la voce di Debora Magnaghi, che appariva anche in alcune telepromozioni.
Un ruolo particolare lo ha avuto anche il Gadano, un personaggio misterioso che non si è mai mostrato fisicamente ma ha attirato grandi simpatie con il suo accento genovese/napoletano ed il suo modo di porgere i suoi indovinelli agli ospiti famosi stando nascosto prima in un libro e poi in una casa, mostrando solo una mano verde e, in alcune edizioni, riservando delle brutte sorprese in caso di errore nella risposta. Inizialmente il personaggio era chiamato Gadano nano, poi il nome venne cambiato dopo alcune settimane.
Altri due pupazzi che apparvero durante il programma furono Oplà e Baccellina.

### Band
Fondamentale fu il supporto della band, capitanata dal maestro Luca Orioli, che suonava e cantava dal vivo tutti gli stacchetti e tutti i brani utilizzati per i giochi musicali. Tra i musicisti si ricorda Fabio Coppini mentre, tra i tanti cantanti che si sono alternati, Sara Bernabini, nota in seguito per aver cantato con Giorgio Vanni la sigla di Keroro.

### Giudici di gara
Infine vanno menzionati i due giudici: il loro protagonismo e inimmaginabile successo nel programma si deve a Gerry Scotti che li fece diventare popolari coinvolgendoli continuamente nei commenti ai giochi e prendendoli bonariamente in giro. Il successo ottenuto li ha spinti anche a scrivere degli "stupidari di Passaparola", ovvero raccolte delle stupidaggini uscite dalla bocca di personaggi famosi durante le migliaia di giochi registrati per la trasmissione.
Dall'11 gennaio 1999 al 27 gennaio 2008 i giudici di gara sono sempre stati Alvise Borghi e Riccardo Di Stefano. Nei periodi 10 settembre 2001 - 15 giugno 2002, 9 settembre 2002 - 28 giugno 2003 e 29 settembre 2003 - 5 giugno 2004 Borghi, per motivi personali o impegni familiari, fu sostituito dai "Supplenti" Francesco Leoni, Davide Cottini e Filippo Cipriano.

## Ascolti
I risultati migliori si ebbero nell'annata 2000-2001 (11 settembre 2000-4 agosto 2001) con oltre 5 milioni di telespettatori di media per uno share del 29% (dati Auditel).
Le edizioni successive videro un calo progressivo. Da allora, Canale 5 decise di alternare sempre più spesso Passaparola con un altro gioco condotto da Gerry Scotti, Chi vuol essere milionario?, fino alla chiusura definitiva del primo il 7 gennaio 2006.

## Esportazione del format
Dal 10 luglio 2000 al 2006 e dal 13 maggio 2020 il programma viene trasmesso su Antena 3 in Spagna con il nome di Pasapalabra, mentre è stato trasmesso su Telecinco dal 2007 fino al 1º ottobre 2019; poi viene ritrasmesso da Antena 3 dal 13 maggio 2020. Esso è andato in onda anche in Francia dal 31 agosto 2009 al 30 giugno 2011 su France 2 con il titolo di En toutes lettres. Il programma, inoltre, è andato in onda anche in Turchia prima su Star TV dal 14 ottobre 2002 all'11 novembre 2005, e successivamente dal 14 maggio 2010 al 30 gennaio 2011 seguendo la versione francese. In precedenza, esso è stato trasmesso sulla rete Kanal 1 in fascia preserale dal 3 luglio 2006 al 14 marzo 2008, e portava lo stesso titolo della versione italiana.
Tale format è stato esportato anche in Brasile, Panama, Portogallo, Colombia, Cile, Argentina, Grecia e Germania.

## Premi
- 40º Premio TV - Premio regia televisiva - 2000
- Telegatto per la sezione "Giochi e Quiz" 2000.
- Telegatto per la sezione "Giochi e Quiz" 2002.
- Telegatto per la sezione "Giochi e Quiz" 2003.

## Campioni storici
- Stefano Ciorba (primo campione ad aver completato la ruota finale)
- Silvia Arosio[5]
- Roberto Mantovani[5]
- Diego Agistri[5]
- Massimo Carloni[5]
- Cristina Purgatorio[5]
- Paolo Colombo[5]
- Piero Mugnaioni[5]
- Dario Giacomini[5]
- Moira Ranalli[5]
- Lisa Zappa[5]
- Filomena Nappi[5]
- Andreina Carfagna[5]
- Paola Dassori[5]
- Damiano Latella[5]
- Renata Pellegrino[5]
- Dario Giacomini[5]
- Roberto Gagnor[5]
- Roberto Mariani[5]
- Ferdinando Sallustio[6][7]
- Fabio Paesani[5]
- Nicola Pellegrino
- Lorenzo Bello
- Alessandro Di Matteo
- Giorgio Garlera
- Alberto Innocenti
- Erina Scannerini
- Daniele Palagi
- Laura Fausti
- Giacomo Bernardi
- Levia Messina
- Enrico Redaelli
- Costantino Petrosino
- Mirko Bonari
- Gian Paolo Travini
- Costanza Signorini
- Baldo Gucciardi
- Domenico Rotella
- Maria Cristina Micozzi
- Massimiliano Oldani
- Antonio Costanzo
- Federico Boldrini
- Pier Paolo Palazzi
- Nicola Arnò
- Simone Piccigallo
- Elio Buccino
- Antonella Villari
- Giorgio La Rocca
- Simone Romito
- Andrea Campagna
- Vittoria Lai
- Luigi Cosentino
- Claudio Miele
- Umberto Fiorelli
- Alessandro Lezza
- Daniele Ferretti

## Ascolti TV

### Ascolti TV 1999-2000
| Puntata           | Telespettatori | Share  |
| ----------------- | -------------- | ------ |
| 11 gennaio 1999   | 4.411.000      | 22,06% |
| 13 settembre 1999 | 3.012.000      | 24,15% |
| 7 febbraio 2000   | 4.831.000      | 24,08% |
| 14 giugno 2000    | 3.144.000      | 26,62% |
| 28 giugno 2000    | 2.288.000      | 20,27% |

### Ascolti TV 2000-2001
| Puntata           | Telespettatori | Share  |
| ----------------- | -------------- | ------ |
| 11 settembre 2000 | 3.070.000      | 21,80% |
| 14 settembre 2000 | 3.436.000      | 24,18% |
| 25 settembre 2000 | 3.926.000      | 25,30% |
| 27 settembre 2000 | 4.061.000      | 25,97% |
| 3 ottobre 2000    | 4.644.000      | 26,73% |
| 4 ottobre 2000    | 4.276.000      | 25,58% |
| 9 ottobre 2000    | 5.243.000      | 27,96% |
| 10 ottobre 2000   | 5.630.000      | 29,47% |
| 11 ottobre 2000   | 4.552.000      | 25,73% |
| 22 novembre 2000  | 6.034.000      | 28,04% |
| 30 novembre 2000  | 5.904.000      | 27,81% |
| 4 dicembre 2000   | 5.624.000      | 26,79% |
| 12 dicembre 2000  | 5.549.000      | 27,34% |
| 19 dicembre 2000  | 5.056.000      | 25,43% |
| 1º gennaio 2001   | 4.209.000      | 23,02% |

### Ascolti TV 2001-2002
| Puntata          | Telespettatori | Share  |
| ---------------- | -------------- | ------ |
| 22 dicembre 2001 | 3.960.000      | 22,63% |
| 26 dicembre 2001 | 3.710.000      | 19,86% |
| 30 gennaio 2002  | 5.287.000      | 26,56% |
| 4 febbraio 2002  | 5.098.000      | 25,37% |
| 5 febbraio 2002  | 5.305.000      | 26,56% |
| 12 febbraio 2002 | 4.867.000      | 25,64% |
| 14 febbraio 2002 | 5.097.000      | 26,60% |
| 18 febbraio 2002 | 5.560.000      | 28,20% |
| 19 febbraio 2002 | 4.851.000      | 25,06% |
| 22 febbraio 2002 | 5.031.000      | 27,90% |

### Ascolti TV 2002-2003
| Puntata           | Telespettatori | Share  |
| ----------------- | -------------- | ------ |
| 12 settembre 2002 | 2.926.000      | 22,01% |
| 11 novembre 2002  | 4.291.000      | 21,36% |

### Ascolti TV 2003-04
| Puntata         | Telespettatori | Share  |
| --------------- | -------------- | ------ |
| 31 Ottobre 2003 | 3.860.000      | 21,61% |
| 1 Marzo 2004    | 4.678.000      | 24,47% |
| 23 Aprile 2004  | 2.861.000      | 25,97% |

### Ascolti TV 2004-05
| Puntata           | Telespettatori | Share  |
| ----------------- | -------------- | ------ |
| 20 Settembre 2004 | 4.646.000      | 24,37% |

### Ascolti TV 2005-06
| Puntata           | Telespettatori | Share  |
| ----------------- | -------------- | ------ |
| 12 Settembre 2005 | 3.395.000      | 24,86% |

## Nella cultura di massa
- Nel dicembre 2003 il fumetto Topolino omaggiò il game show condotto da Scotti con il n. 2531, dal titolo Paperino a... Pazzaparola!.[8]
- Nel film Ricordati di me, il quiz fittizio Alibabà è un esplicito riferimento a Passaparola.[9]
- Nel film Tu la conosci Claudia? il personaggio interpretato da Giovanni Storti è un avido telespettatore di Passaparola.